# David Rochefort
Pour les articles homonymes, voir Rochefort.
David Rochefort, né le 8 septembre 1980 à Paris, est un écrivain français.

## Biographie
Diplômé de philosophie, David Rochefort publie en 2010 son premier roman, La Paresse et l'oubli, aux éditions Gallimard. Le roman décrit l'adolescence de trois amis, entre la Normandie, Paris et Berlin. Retenu dans la première liste du prix Renaudot, le roman reçoit un accueil critique favorable. Le Figaro Magazine salue ainsi « la naissance d'un écrivain ». Pour le Nouvel Observateur, le roman « bascule magnifiquement dans la noirceur ». Pour Ouest-France, c'est un « récit truffé de formules définitives et savoureuses » Pour le Magazine littéraire, c'est « un antiroman d'éducation, dont il faut souligner la qualité d'écriture ». 
En 2017 paraît Le Point de Schelling, aux éditions Gallimard. Le roman brosse le portrait de Nissim, « écrivain par hasard, menteur par jeu, voyageur par lâcheté ». Le Monde salue sa « finesse d'analyse psychologique » et son « écriture ample, maîtrisée ». L'Express évoque un roman « souvent très drôle » et Radio Canada un texte « extrêmement bien écrit ».
Son troisième roman, Nous qui restons vivants (Gallimard), paraît en mai 2019. Le Figaro Magazine décrit un roman « hypnotique, fascinant, spectral ».
En 2023, David Rochefort publie Ce pays secret (Gallimard), roman qui tisse et déploie plusieurs récits imaginés par un écrivain lors d'un trajet en train. À sa sortie, le roman est notamment salué par Le Figaro littéraire (pour qui il s'agit d'un « brillant jeu de miroirs et de fictions » et d'un « acte de foi dans la création littéraire »), par le Journal du Dimanche (qui y voit « un livre fascinant, d'une tension psychologique remarquable »), par RFI (« livre baroque et virtuose ») ou par Libération.
La même année paraît Le prix fort, roman qui paraît à l'occasion des trente ans de l'agression de Monica Seles en 1993. Salué comme une « tragédie moderne mise en scène en trois actes », le livre est finaliste du grand prix Sport et littérature.   
Depuis 2024, David Rochefort est également responsable éditorial au CNRS et vice-président de la Fondation Maison des sciences de l’homme.   

## Œuvres

### Romans, nouvelles et récits
- La Paresse et l'oubli, Paris, Gallimard, 2010, 272 p.  (ISBN 9782070127160)
- Le Point de Schelling, Paris, Gallimard, 2017, 224 p.  (ISBN 9782070196944)
- Nous qui restons vivants, Paris, Gallimard, 2019, 192 p.  (ISBN 9782072847554)
- Supplément d'âme. La fabrique des histoires, Paris, Gallimard, 2020.  (ISBN 9782072913013)
- Ce pays secret, Paris, Gallimard, 2023, 304 p.,  (ISBN 978-2072993299)
- Le prix fort, Paris, En exergue, 2023, 174 p.,  (ISBN 979-1097469283)

### Contributions
- Préface à : Nicolas de Condorcet, Réflexions sur l'esclavage des nègres, Paris, Flammarion / Le Monde, coll. Les livres qui ont changé le monde, 2009.  (ISBN 9782081226784)
- Préface à : Cesare Beccaria, Des délits et des peines, Paris, Flammarion / Le Monde, coll. Les livres qui ont changé le monde, 2010.  (ISBN 9782081226753)
- Préface à : Pierre-Joseph Proudhon, Qu'est-ce que la propriété ?, Paris, Flammarion / Le Monde, coll. Les livres qui ont changé le monde, 2009.  (ISBN 9782081226845)
- Préface à : John Stuart Mill, L'utilitarisme, Paris, Flammarion / Le Monde, coll. Les livres qui ont changé le monde, 2010.  (ISBN 9782366772678)
- Neuf mètres carrés, in OIP, Pour que droits et dignité ne s'arrêtent pas au pied des murs (ouvrage collectif en soutien à l'Observatoire international des prisons : P. Claudel, M. Darrieussecq, A. Ernaux, N. Huston, M. De Kerangal, N. Quintane), Paris, Seuil, 2021, 96 p.  (ISBN 9782021464030)
- Ressac, in P. Vilain (dir.), Bella Italia, Paris/Rome, édition de Grenelle/Gremese editore, 2021, 214 p.  (ISBN 9782021464030)
- Métier d'écrivain, métiers de l'écrivain, in J. Nowicki, M. Froye et C. Coste (dir.), L'Auteur en question, Paris, éditions du Cerf, 2022, 270 p.  (ISBN 9782204153737)